# Publikationsstelle Berlin-Dahlem
Die Publikationsstelle Berlin-Dahlem wurde ab 1931 als Abteilung des Preußischen Staatsarchivs unter Albert Brackmann eingerichtet und 1945 aufgelöst.

## Aufgabe

Die Jomsburg

Ihre Aufgabe bestand in der Förderung der deutschen Ostforschung sowie in der Beobachtung und Dokumentation der polnischen und anderer Westforschung. Dazu wurden umfangreiche Übersetzungen angefertigt.
Es wurden unter anderem Statistiken aus Volkszählungen der Sowjetunion sowie Daten und Berichte aus einzelnen Sowjetgebieten zu Materialien für den Generalplan Ost bereitgestellt, den eine Gruppe um Konrad Meyer erarbeitete. Außerdem verwaltete die kurz „Puste“ genannte Stelle im Auftrag der SS die deutsche Judenkartei. In Abstimmung mit dem Bund Deutscher Osten nahm sie Zensurfunktionen wahr, indem sie über das Erscheinen oder die Unterdrückung von Arbeiten zur deutschen Ostforschung entschied.
Die Publikationsstelle war personell weitgehend identisch mit der 1934 gegründeten Nordostdeutschen Forschungsgemeinschaft (NOFG), die auch die gleichen Räume nutzte (vgl. Volks- und Kulturbodenforschung).
Neben der wissenschaftspolitischen und propagandistischen Funktion arbeitete die Publikationsstelle auch an einer „Volkstumskartei“, die zuletzt 400.000 „volksfremde“ Personen, etwa Juden oder „Zigeuner“ führte, um diese Kartei den Behörden zugänglich zu machen. Weiterhin erarbeitete die Publikationsstelle Kartenmaterial, das der Kriegsführung diente.
Daneben war die Publikationsstelle eine Instanz zur Beurteilung und Zensur von im Reich erscheinenden Schriften aus dem Bereich Ostforschung.
Die Publikationsstelle, zu deren Zuständigkeit auch die Lausitzer Sorben zählten, wurde aus diesem Grund nebst Bibliothek aus dem immer stärker von Luftangriffen betroffenen Berlin im Laufe des Jahres 1943 nach Bautzen evakuiert und gelangte im Februar 1945 zunächst per Bahn nach Coburg sowie größeren Teils nach Beschlagnahme durch die Amerikaner und Verbringung in die Library of Congress nach Washington schließlich an das 1950 gegründete Herder-Institut in Marburg. Der ehemalige Leiter der Publikationsstelle, Johannes Papritz, war 1954–1963 Leiter der Archivschule Marburg.

## Mitarbeiter
- Johannes Papritz (Leiter)
- Franz A. Doubek
- Wolfgang Kohte
- Wolodymyr Kubijowytsch
- Gerhard Sappok
- Hildegard Schaeder
- Eugen Oskar Kossmann
- Harald Cosack (Bibliothekar)

## Veröffentlichungen
Die Überlieferung von Publikationsstelle und NODFG ist unvollständig, eine Bibliographie fehlt bisher. Auswahl, Angaben aus Bibliothekskatalogen:
- Baltisches Institut, Thorn
  - Communiqué. Baltisches Institut in Thorn, Abteilung für Wissenschaftliche Information. 3.Ser. 1.1935–32.1936 nachgewiesen
  - Pomerellenkundliche Tagung. 4.1934(1936) nachgewiesen
  - Der Stettiner Hafen. 1933 (1935) nachgewiesen
- Schlesisches Institut, Kattowitz
  - Communiqué. [1.] Ser. 1.1934/35–50.1935; 2.Ser. 1.1936–41.1937; 3.Ser. 1.1938–50.1939; 4.Ser. 1.1939–4.1939[?]
  - Rechenschaftsbericht der Direktion des Schlesischen Instituts. 1.1934/35(1935)–5.1938/39(1939)[?]

- [Polendienst.] 1933–1934, 16. Mai
- Polenberichte der Publikationsstelle. Nr. 1.1939–34.1940
- Wirtschaftsgeographie der UdSSR. 1.1944; 2.1942–10.1944; 11.1942–21.1944[?]
- Nordostberichte der Publikationsstelle. Nr. 35.1940–71.1942[?]
- Historische Kartenfolge für das Reichskommissariat Ostland. Berlin 1943
- Das Verkehrswesen der ukrainischen Gebiete. Berlin 1942

- Mitteilungen
  - Mitteilungen der Publikationsstelle. Berlin-Dahlem. 1.1936–27.1943 MR HI Gö
    - Nr. 3. Inhaltsbericht des Buches von Jędrzej Giertych „Die Tragik im Schicksal Polens“. 1936. 7 S.
    - Nr. 4. Politische Geographie in Polen im Jahre 1936. 1937. 4 S.
    - Nr. 9. Hahn, A. Die Auslandspropaganda der Polen. 1937. 15 S.
    - Nr. 10. Der Kampf um die Nationalität [Vlad. Slaminka, „Boj o národnost“]. 1938. 14 S.
    - Nr. 14. Radl, O. „Autostradu?“ [„Eine Autobahn?“]. 1938. 9 S.
    - Nr. 18. Schieche, E. Die tschechische Auslandspropaganda. 1940. 18 S.
    - Nr. 19. Sowjetpolnische Kulturpolitik. 1940. 7 S.
    - Nr. 20. Laakmann, H. Bericht über die bolschewistische Kulturpolitik in Estland. 1940. 3 S.
    - Nr. 21. Historische und geographische Faktoren in der Volkstumsentwicklung der Deutschen im ehemaligen Polen. 1941. 10 S.
    - Nr. 22. Die auslandspolnische Aktion um die Wiederherstellung des polnischen Staates seit September 1939 (Organisation, Emigratenarmee, Propaganda). 1941. 10 S.
    - Nr. 23. Laakmann, H. Die Landwirtschaft Estlands unter der Herrschaft des Bolschewismus. 1941. 6 S.
    - Nr. 24/25. Gaessner, H. Das Vordringen der Sowjetunion und das Vorspiel zum finnisch-sowjetischen Winterkrieg. Ministerreden u. schwed. Pressestimmen aus d. Herbst 1939. 1942. 26 S.
    - Nr. 27. Krueger, H. Zur anglo-amerikanischen Kulturpropaganda in Schweden. 1943. 29 S.

- - Mitteilungen der Publikationsstelle. Bautzen 28.1944–40.1945[?]
    - Nr. 28. Kossmann, O. Der organisatorische Aufbau der Amerikapolen. 1944. 15 S.
    - Nr. 29. Kossmann, O. Die polnische Wissenschaft in USA (Organisation, Personenbestand, Produktion). 1944. 16 S.
    - Nr. 30. Weidhaas, H. Die morgenländisch-katholische Kirche Osteuropas, besonders Weissrutheniens. 1944. 34 S.
    - Nr. 31. Kossmann, O. Kossmann O. Die polnische Emigrantenpresse 1939-1944. 1944. 10 S.
    - Nr. 32. Winter, E. Die orthodoxe Kirche in Ost- und Südosteuropa. 1944. 7 S.
    - Nr. 33. Kossmann, O. Polnische geistige Kriegsführung: polnisches Emigrantenschrifttum im Kriegseinsatz (Neuerscheinungen 1942 und 1943). 1944. 6 S.
    - Nr. 34. Kossmann, O. Folge I: Presse und Zeitschriften. 1944. 6 S.
    - Nr. 35. Kossmann, O. Folge II: Schrifttum über ihren militärischen und zivilen Kampf. 1944. 6 S.
    - Nr. 38. Laakmann, H. Übersicht über die seit 1939 erschienenen schwedischen Bücher über die baltischen Staaten. Mit Nachtrag über letzte Neuerscheinungen der Schriftenreihe „Brennende Ostseefragen“ von H. Krueger. 1944. 9 S.
    - Nr. 40. Weidhaas, H. Der osteuropäische Panslawismus und die Stellung der Polen und Tschechen zu ihm. 1945. 22 S.

- Jomsburg – Völker und Staaten im Osten und Norden Europas. Leipzig 1937–1943.

- Ortsverzeichnisse und Bevölkerungsstatistik
  - Bevölkerungsstatistik Estlands: Verzeichnis der kleineren und kleinsten Verwaltungseinheiten des Freistaates Estland mit statistischen Angaben über ihre Bevölkerung auf Grund der amtlichen estnischen Volkszählung vom 1. März 1934. 1942
  - Bevölkerungsstatistik Ingermanlands und seiner Nachbargebiete: Verzeichnis der Verwaltungseinheiten der Gouvernements: Leningrad, Nowgorod, Pleskau, Tscherepowez, Twer (Kalinin) der RSFSR mit statistischen Angaben über ihre Bevölkerung auf Grund der sowjetamtlichen Volkszählung vom 17. Dezember 1926. 1942
  - Bevölkerungsstatistik der Kola-Halbinsel und Kareliens: Verzeichnis der kleineren und kleinsten Verwaltungseinheiten des Gouvernements Murmanßk RSFSR, der Karelischen ASSR und der 1940 eingegliederten finnischen Gebiete mit statistischen Angaben über ihre Bevölkerung auf Grund der sowjetamtlichen Volkszählung vom 17. Dezember 1926 und der amtlichen finnischen Volkszählung vom 31. Dezember 1930. 1942
  - Bevölkerungsstatistik Lettlands: Verzeichnis der kleineren und kleinsten Verwaltungseinheiten der Republik Lettland mit statistischen Angaben über ihre Bevölkerung auf Grund der amtlichen lettischen Volkszählung vom 12. Februar 1935. 1942
  - Bevölkerungsstatistik des litauischen Staates mit besonderer Berücksichtigung der Deutschen: Auf Grund der ersten litauischen Volkszählung vom 17. September 1923. 1935
  - Nachtrag zur „Bevölkerungsstatistik des litauischen Staates“: Auf Grund der ersten litauischen Volkszählung vom 17. September 1923. 1940
  - Verzeichnis der Ortschaften mit deutscher Bevölkerung auf dem Gebiete des polnischen Staates. 1939
  - Statistisches Gemeindeverzeichnis des bisherigen polnischen Staates: Mit Berücksichtigung der am 28. September 1939 festgelegten Grenze der deutschen und sowjetrussischen Reichsinteressen. 1939
  - Die Ostgebiete des Deutschen Reiches und das Generalgouvernement der besetzten polnischen Gebiete in statistischen Angaben. 1940
  - Die Bevölkerung des ehemaligen polnischen Staatsgebiets westlich der Grenzlinie vom 28. September 1939 nach dem Bekenntnis auf Grund der polnischen Volkszählung von 1931. 1944
  - Ortsnamenverzeichnis der Ukraine auf Grund der administrativen Karten der SSR der Ukraine. 1943
  - Bevölkerungsstatistik Weißrutheniens: Verzeichnis der kleineren und kleinsten Verwaltungseinheiten der Weißruthenischen SSR einschl. der 1939 eingegliederten Ostgebiete Polens sowie der Gouvernements Brjanßk und Ssmolenßk.

- Übersetzungen
  - Übersetzungen der Publikationsstelle. 1931/32(1937)–1935/42(1943)[6]
  - Verzeichnis der in Maschinenschrift hergestellten Uebersetzungen polnischer Werke u. Aufsätze. 1934 ff.
  - Tätigkeitsbericht der See- und Kolonialliga. 1933/35(1935) nachgewiesen
  - Bibliothek des Instituts für Polnische Architektur in der Technischen Hochschule in Warschau. 2.1941 nachgewiesen
  - Danziger Studien. Gesellschaft der Freunde der Wissenschaft und Kunst in Danzig. 1.1939[?]
  - Bücherei der Avantgarde. 11.1938 nachgewiesen
  - Bericht über die Festsitzung der Polnischen Akademie der Wissenschaften. 1937–1939 nachgewiesen
  - Veröffentlichung des Komitees zur Erforschung der Geschichte der Unabhängigkeitsbewegung im ehemals Preuss. Teilgebiet. 1.1935[?]
  - Die ... Tagung der Auslandspolen. Der Verlauf und das Ergebnis der Beratungen. 2.1934 nachgewiesen
  - Tätigkeitsbericht des Organisationsrates der Auslandspolen. 1929/34(1934) nachgewiesen
  - Ausgabe der Gesellschaft für die Erforschung der Geschichte des Großpolnischen Aufstandes 1918/19. Februar 1932 nachgewiesen
  - Die ethnische Zusammensetzung der Bevölkerung des Nordwestgebietes und der Karelischen ASSR. Übersetzung aus dem Russischen. 1942

- Übersetzungen aus der Presse
  - Tschechische Presseauszüge. 1934–1945, 21(22.Jan.) nachgewiesen
  - Polnische Presseauszüge. 1934–1945 nachgewiesen
    - 1938. Nr. 1–560.
    - 1939. Nr. 1–423.
    - 1940. Nr. 1–290.

  - Litauische Presseauszüge. 1934–1945 nachgewiesen
  - Lettische Presseauszüge. 1934–1945 nachgewiesen
    - 1938. Nr. 1–117.
    - 1939. Nr. 1–83.

  - Estnische Presseauszüge. 1934–1944 nachgewiesen
    - 1938. Nr. 1–96.
    - 1939. Nr. 1–77.

  - Wendische Presseauszüge. 1936–1937 nachgewiesen
  - Kleiner tschechischer Beitrag. 1.1938–13.1944[?]
  - Finnische Presseauszüge. 1945 nachgewiesen
  - Schwedische Presseauszüge. 1944–1945 nachgewiesen
  - Kleiner Beitrag, polnisch. Nr. 1.1938–89.1943[?]
  - Kleiner lettischer Beitrag. 1.1944[?]
  - Kleiner estnischer Beitrag. 1.1944[?]
  - Kleiner skandinavischer Beitrag. 1.1944[?]